# 'Neath The Arizona Skies
 'Neath The Arizona Skies is een Amerikaanse western uit 1934 onder regie van Harry L. Fraser, met in de hoofdrol John Wayne.

## Verhaal
De jonge Nina heeft haar moeder direct na de geboorte verloren en wordt sindsdien opgevoed door stiefvader Chris Morrell. De werkelijke vader heeft zich nooit om het halfbloedmeisje – half blanke, half Osage-indiaan – bekommerd en lijkt geheel van de aardbodem verdwenen. Bij de verdeling van de olieopbrengsten heeft Nina recht op 50.000 dollar, maar voor het innen van het bedrag is de handtekening nodig van haar biologische vader. Weldra moet Chris zijn stiefdochter beschermen tegen bendes die het op het kleine meisje en het grote geld hebben voorzien.
Op de vlucht voor Sam Blacks bende geeft Chris de instructie aan zijn dochter om zich te paard langs het slangenspoor naar de ranch van Bud Moore te begeven. In de tussentijd slaagt de vechtgrage cowboy erin om Sam en diens handlangers te misleiden, waardoor hij zichzelf meer tijd geeft voor het vinden van Nina's biologische vader Tom. Zonder kleerscheuren bereikt Nina de boerderij van Bud Moore, maar Chris' kameraad blijkt reeds een jaar eerder te zijn overleden, waarna de oude Matt Downing de ranch van de familie Moore heeft overgenomen. Matt besluit het meisje als slavenhulpje voor de nodige klusjes te gebruiken. Jim Moore, een broer, maakt bij een overval op een koeriersbedrijf een bedrag van 6000 dollar buit en slaat op de vlucht, zich niet realiserend dat hij onderweg zijn kleding verwisselt met de kleding van een gewonde Chris. Clara Moore, een zus, komt met de koets toevallig bij de poel waar Chris gestrekt op de grond ligt en lapt hem vervolgens thuis weer op. Chris staat oog in oog met de man die zijn kleding draagt.
De spoedig herstelde Chris raakt gecharmeerd van de knappe blondine, maar haast zich naar de boerderij waar Tom zich inmiddels heeft laten zien en kennis heeft gemaakt met zijn verloren dochter. Jim Moore en Vic Byrd stuiten op de gevluchte paarden van Sam, waarna beide bendes een wederzijdse deal sluiten in hun zucht naar de 50.000 dollar die momenteel wordt beheerd door een klein, miezerig meisje. Chris ramt met zijn paard zo goed als volledig in het edele gestel van het paard dat Matt Downing op zijn rug heeft, waarna de bekende een handig steentje bijdraagt in Chris' missie om Nina en het geld eens en voor altijd veilig te stellen.

## Rolverdeling
| Acteur                        | Personage      |
| ----------------------------- | -------------- |
| John Wayne                    | Chris Morrell  |
| Shirley Jean Rickert          | Nina Morrell   |
| Sheila Terry                  | Clara Moore    |
| Jay Wilsey (Buffalo Bill Jr.) | Jim Moore      |
| Earl Dwire                    | Tom            |
| Yakima Canutt                 | Sam Black      |
| George "Gabby" Hayes          | Matt Downing   |
| Jack Rockwell                 | Vic Byrd       |
| Philip Kieffer                | Jameson Hodges |